# Манассас-Парк
Манассас-Парк (англ. Manassas Park) — независимый город (то есть не входящий в состав какого-либо округа) в штате Виргиния (США).

## История
Изначально эти места входили в состав округа Принс-Уильям. В 1955 году здесь появились первые дома, а в 1957 году был официально образован город Манассас-Парк в составе округа Принс-Уильям.
В 1974 году город получил дополнительно 600 акров земли, а в 1975 году был выделен из состава округа Принс-Уильям и стал независимым городом.